# Settimo Torinese

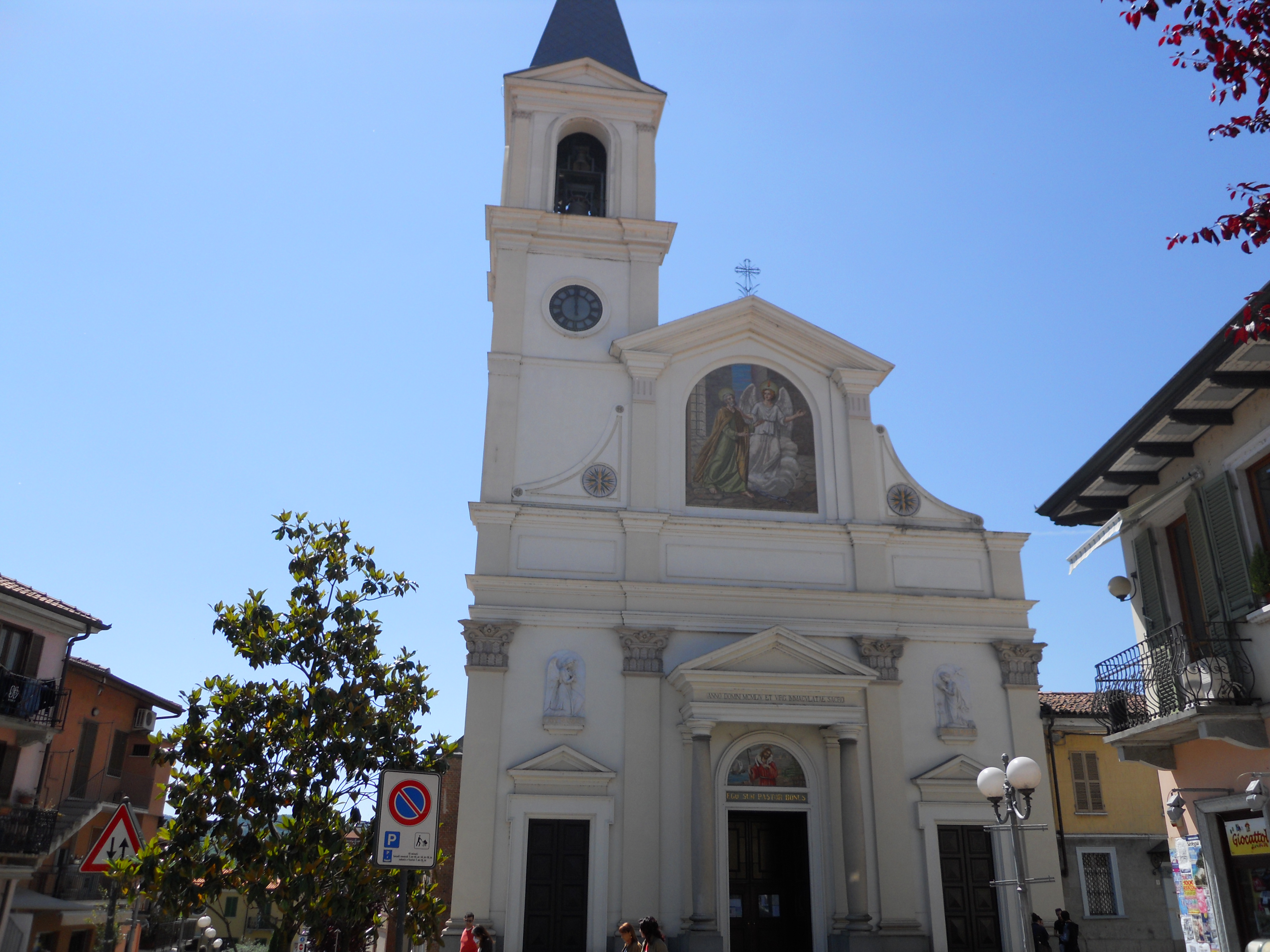
Chiesa di San Pietro in Vincoli

Settimo Torinese (piemontesisch ël Seto) ist eine Kleinstadt in der italienischen Metropolitanstadt Turin (TO), Region Piemont. 

## Lage und Einwohner
Sie ist eine Schlafstadt des 16 Straßenkilometer südwestlich gelegenen Turin. Das Gemeindegebiet umfasst eine Fläche von 32 km² und hat 45.693 Einwohner (Stand 31. Dezember 2023). Settimo Torinese ist bekannt für die Produktion von Nassrasurartikeln wie Rasiermessern und -seifen. Zu Settimo Torinese am Nordufer des Po gehören die Stadtteile Fornacino und Mezzi Po. 
Die Nachbargemeinden sind Leinì, Volpiano, Caselle Torinese, Brandizzo, San Raffaele Cimena, Borgaro Torinese, Gassino Torinese, Castiglione Torinese, Turin und San Mauro Torinese.

## Städtepartnerschaften
- Valls
- Chaville
- Yangzhou
- Montalto Dora
- Cavarzere
- Montesilvano
- Ischitella